# Überfall in Banjska
Der Überfall in Banjska (albanisch Sulmi në Banjskë, serbisch Напад у Бањској Napad u Banjskoj) war ein bewaffneter Angriff serbischer Terroristen auf die kosovarische Polizei, der am 24. September 2023 im Dorf Banjska im Nordkosovo stattfand.
Am 24. September griffen serbische Milizen die Polizei an, als diese zu einer Brücke in Banjska kamen, wo ein Lastwagen ohne Kennzeichen den Weg blockierte. Dabei wurde der kosovarische Polizist Afrim Bunjaku, der posthum mit dem Orden „Heroi i Kosovës“ geehrt wurde, tödlich verletzt. Anschließend suchten die Angreifer Zuflucht im Kloster Banjska, das in der Folge von der kosovarischen Polizei belagert und zurückerobert wurde. Während dieser Operation wurden drei der Milizmitglieder getötet, sechs wurden festgenommen und weitere Angreifer konnten entkommen. Im Kloster wurden zahlreiche Waffen beschlagnahmt. Unter den Geflüchteten war der Vizepräsident der Partei Serbische Liste, Milan Radoičić. Dieser räumte später die Verantwortung für den Überfall ein, was zu seiner kurzzeitigen Festnahme in Serbien führte.
Nach dem Angriff verurteilten das Kosovo, Albanien, die Europäische Union und mehrere andere Nationen den Vorfall. Das kosovarische Parlament forderte eine internationale Untersuchung der angeblichen Beteiligung der serbischen Regierung. Gleichzeitig drängte es auf angemessene Maßnahmen seitens westlicher Staaten. Darüber hinaus sorgte die Stationierung serbischer Militärkräfte entlang der kosovarischen Grenze für Besorgnis, wobei Forderungen nach Deeskalation und eine Verstärkung der NATO-Truppen KFOR laut wurden. Kosovo behauptete eine Beteiligung des serbischen Staates und präsentierte Belege für ein Training der Angreifer auf serbischem Gebiet. Gleichzeitig bestätigte der kosovarische Geheimdienst Berichte über den Bau einer serbischen Basis in der Nähe der Grenze.

## Hintergrund
Das terroristische Attentat in Banjska ereignete sich vor dem Hintergrund zunehmender Spannungen in der Region. Dies geschah nach der Entscheidung des kosovarischen Premierministers Albin Kurti, alle serbischen Fahrzeugkennzeichen mit den Buchstaben „KM“ (Kosovska Mitrovica) innerhalb der Republik Kosovo zu blockieren, unter Berufung auf verfassungsrechtliche Bedenken. Kosovarische Serben, die im öffentlichen Sektor tätig sind, einschließlich der Bürgermeister von vier Gemeinden im Norden des Kosovo, traten aus Protest zurück. Nach dem Boykott der Bürgermeister und Verwaltungsmitarbeiter wurden Neuwahlen angesetzt. Im November 2022 setzte Präsidentin Vjosa Osmani den 18. Dezember als Datum für Neuwahlen in den vier Gemeinden des Nordkosovos fest. Nachdem neue Auseinandersetzungen im Norden des Kosovo ausgebrochen waren, entschied Osmani allerdings, die Bürgermeisterwahlen auf April 2023 zu verschieben. Diese Entscheidung erhielt Unterstützung von den Botschaftern der EU.
In den Tagen vor den neu angesetzten Wahlen rief die Hauptpartei in der serbisch dominierten Region im Norden des Kosovo, die Serbische Liste, die serbische Gemeinschaft dazu auf, nicht zu wählen. Dies führte zu einem Boykott der Lokalwahlen durch Serben in der Region, die eine größere Autonomie forderten. Trotz des Boykotts beteiligten sich einige kosovarische Serben und die lokale Minderheit der Albaner im Norden des Kosovo an den Wahlen. Aufgrund des Boykotts gehörten alle vier neu gewählten Bürgermeister albanischen Parteien an. Nach den Wahlen organisierten Mitglieder der kosovarischen serbischen Gemeinschaft Proteste vor den Gemeindegebäuden im Norden des Kosovo, um ihren Unmut über die neu gewählten Bürgermeister zum Ausdruck zu bringen. Diese Proteste wurden von der Kosovo-Polizei, der Rechtsstaatlichkeitsmissionen der Europäischen Union im Kosovo (EULEX) und den NATO-Friedenstruppen (KFOR) genau überwacht. Es kam zu Konfrontationen zwischen KFOR-Truppen und den kosovarischen serbischen Demonstranten, bei denen Soldaten und Demonstranten verletzt wurden.

## Überfall

### Ablauf
Zwischen dem 23. und 24. September 2023 wurden zwei Lastwagen ohne Kennzeichen auf einer Brücke am Eingang des Dorfes Banjska platziert, die die Straße blockierten. Die Polizei wurde in den frühen Morgenstunden des 24. September über die Blockade informiert. Gegen 2:30 Uhr (MEZ) trafen drei Polizeieinheiten am Ort ein und wurden daraufhin aus verschiedenen Richtungen von einer bewaffneten Gruppe von etwa 30 Männern angegriffen, die eine Vielzahl von Waffen, einschließlich Granaten, einsetzten. Bei diesem ersten Schusswechsel gelang es den kosovarischen Polizeieinheiten, den Angriff abzuwehren. Drei kosovarische Polizisten wurden verletzt und ins regionale Krankenhaus in Süd-Mitrovica gebracht, aber einer von ihnen verstarb bei der Ankunft. Nach dem Hinterhalt drangen die bewaffneten Männer in das Kloster Banjska aus dem 14. Jahrhundert ein und verschanzten sich, worauf sie von den kosovarischen Sicherheitskräften umstellt wurden. Die Eparchie Raška und Prizren der Serbisch-Orthodoxen Kirche, die das Kloster verwaltet, gab an, dass maskierte Männer das verschlossene Tor des Klosters durchbrochen und das Gelände in einem gepanzerten Fahrzeug gestürmt hätten. Zur Zeit des Überfalls befand sich eine Gruppe von Pilgern aus Novi Sad, Vojvodina, im Kloster.

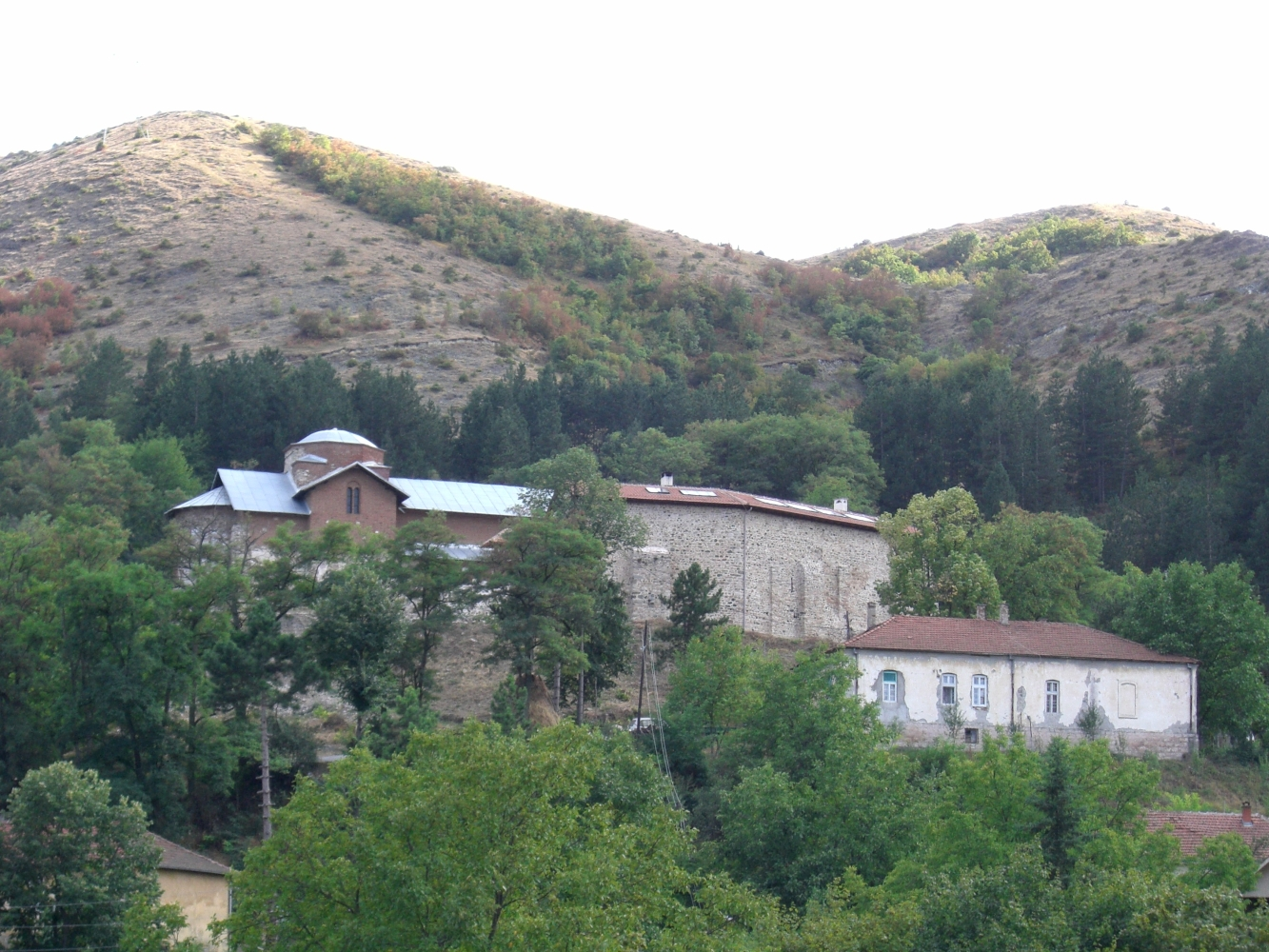
Kloster Banjska (2007)

Um 17:27 Uhr betraten die Spezialeinheiten des Kosovo das Kloster und nahmen es wieder ein, wodurch die Belagerung beendet wurde. Xhelal „Sveçla“, der Innenminister Kosovos, erklärte, dass das Dorf nach „mehreren aufeinanderfolgenden Schlachten“ im Laufe des Tages unter Kontrolle gebracht wurde. EULEX, die EU-Mission, die als zweiter Sicherheitsdienst in Kosovo fungiert, war ebenfalls vor Ort.

### Arsenal
Die kosovarischen Behörden nahmen sechs Personen fest, darunter zwei Terroristen, sowie vier weitere Serben, bei denen in der Nähe des Orts des Überfalls Kommunikationsmittel gefunden wurden. Sie werden wegen Terrorismus in Untersuchungshaft gehalten.
Die Kosovo-Polizei beschlagnahmte nach der Stürmung eine beträchtliche Menge an Waffen im Kloster. Es wurden die von den Angreifern genutzten Fahrzeuge beschlagnahmt, und ein umfangreiches Waffenarsenal, Sprengstoff, Munition und logistische Hilfsmittel wurden entdeckt. Die Waffen hätten eine Gruppe von mehreren hundert Personen versorgen können. Bemerkenswert ist, dass die Behörden während der Durchsuchung des Klosters und der Fahrzeuge Karten und detaillierte Pläne entdeckten, die auf eine sorgfältig organisierte, langfristige Operation hindeuten. Die Gegenstände umfassten Raketenwerfer, ein stark gepanzertes Fahrzeug, 24 Autos, zwei Geländemotorräder, 150 Sprengstoffe, drei Drohnen, 30 AK-47s, sechs Maschinengewehre, 29 Mörser und über 100 Militäruniformen.

### Angreifer

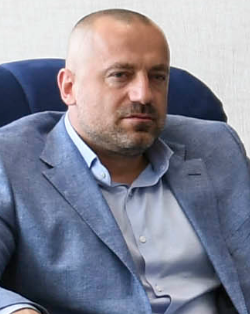
Milan Radoičić, der zugab, dass er den bewaffneten Überfall in Banjska organisiert hat.

Die Identität und Hintergrund der Angreifer waren der Öffentlichkeit nicht bekannt. Sie wurden als „Bewaffnete“ und „serbische Milizangehörige“ beschrieben. Der kosovarische Staatsanwalt Naim Abazi bestätigte, dass die festgenommenen Militanten serbische Staatsbürger waren. Ursprünglich wurden acht Personen festgenommen, von denen vier später aufgrund fehlender Beweise freigelassen wurden. Innenminister Sveçla sagte, dass sechs Bewaffnete nach Serbien geflohen seien und in einem Krankenhaus in Novi Pazar wegen ihrer Verletzungen behandelt würden. Er forderte ihre Auslieferung nach Kosovo. Er behauptete auch, dass Serbien Ausbildungslager für „Aufständische“ betreibe, und sagte, dass die kosovarischen Behörden auch eine mögliche russische Beteiligung an dem Überfall untersuchten.
Am 26. September präsentierte die Kosovo-Polizei Videoaufnahmen von Drohnen als Beweis, die den Vizepräsidenten der Serbischen Liste, Milan Radoičić, als Mitglied der militanten Gruppe identifizierten. Die Partei unterhält enge Verbindungen zum serbischen Präsidenten Aleksandar Vučić. Radoičićs Waffenscheine wurden zurückgelassen. Später bestätigte Vučić in einem Interview, dass Radoičić „ein Freiheitskämpfer“ sei. Am 29. September übernahm Radoičić die Verantwortung für den Überfall und erklärte durch einen Anwalt, dass der Angriff ohne das Wissen der serbischen Behörden oder der Serbischen Liste, von der er zurückgetreten war, organisiert wurde. Am selben Tag durchsuchten kosovarische Behörden Immobilien, die ihm gehörten, darunter eine Villa, ein Penthouse-Apartment und ein Restaurant.
Am 3. Oktober wurde Milan Radoičić von serbischen Behörden nach einer Polizeirazzia in seiner serbischen Residenz Räumlichkeiten festgenommen. Minister Sveçla beschrieb die Verhaftung des Letzteren als „symbolischen Schritt Serbiens, um den westlichen Druck zu mildern“, und betonte, dass Kosovo keine guten nachbarschaftlichen Beziehungen zu Serbien aufbauen werde, solange es „den Terrorismus unterstützt“. Am nächsten Tag lehnte der Oberste Gerichtshof in Belgrad jedoch den Antrag der Staatsanwaltschaft ab, Radoičić für 30 Tage in Untersuchungshaft zu nehmen, und setzte ihn frei.

### Opfer
Auf Seiten des Kosovo wurde der Polizei-Sergeant Afrim Bunjaku von den serbischen Milizionären getötet. Er wurde posthum mit dem Orden „Held des Kosovo“ ausgezeichnet.
Drei serbische Milizionäre wurden getötet. Einer der getöteten Angreifer wurde als Bojan Mijailović identifiziert, ein ehemaliger Leibwächter des serbischen Ministers für Kosovo, Aleksandar Vulin, im Jahr 2013. Am 25. September fanden kosovarische Behörden den Körper eines weiteren serbischen Milizionärs, der ursprünglich als der vierte Angreifer gemeldet wurde. Später klärten kosovarische Beamte jedoch auf, dass dieser Bericht nicht korrekt war und es sich um den dritten Angreifer handelte. Am 26. September wurden Fotos veröffentlicht, die die Körper von zwei serbischen Milizionären in einem Polizeifahrzeug zeigten.

## Nachwirkung

### Resolution

#### Kosovo
Am 28. September verabschiedete das Parlament des Kosovo einstimmig eine Resolution mit 97 Ja-Stimmen. Die Resolution verurteilte den Überfall eindeutig als „terroristischen Angriff“, betrauerte den Tod des Polizisten Afrim Bunjaku und betonte die dringende Notwendigkeit einer gründlichen internationalen Untersuchung der serbischen Beteiligung. Ministerpräsident Kurti appellierte ebenfalls an westliche Nationen und drängte sie, Sanktionen gegen Serbien zu verhängen und aktiv bei der Auslieferung der Angreifer an Kosovo zu unterstützen.

#### Albanien
Am 12. Oktober stimmte das Parlament Albaniens einstimmig einer 13-Punkte-Resolution zu. Die Resolution umfasst die Verurteilung des Überfalls, zeigt Unterstützung für Sicherheitsinitiativen, lobt die Sicherheitsinstitutionen Kosovos, fordert Serbien auf, feindliche Handlungen einzustellen, und setzt sich für eine transparente Untersuchung und Auslieferung der Täter zur Strafverfolgung ein. Das Parlament forderte zudem die Institutionen Albaniens auf, sich aktiv an den laufenden internationalen Ermittlungsbemühungen zu beteiligen.

#### Europäische Union
Am 19. Oktober verabschiedete das Europäische Parlament eine Resolution zu dem Vorfall, in der es ihn als terroristischen Überfall verurteilte und gleichzeitig die Haltung der serbischen Regierung gegenüber dem Kosovo und seinen westlichen Verbündeten prüfte. Die parlamentarische Maßnahme schrieb den Überfall serbischen Paramilitärs zu und äußerte Bedenken hinsichtlich möglicher serbischer Beteiligung an den politischen Unruhen. Die Resolution forderte Maßnahmen gegen die serbische Regierung, die die Möglichkeit der Einfrierung finanzieller Unterstützung und die Umsetzung gezielter Sanktionen im Falle einer bestätigten staatlichen Beteiligung umfasst. Serbien wurde aufgefordert, vollständig zu kooperieren, die Verantwortlichen für den Überfall, die sich zu dem Zeitpunkt in Serbien aufhielten, festzunehmen und auszuliefern, damit sie von der Justiz im Kosovo zur Verantwortung gezogen werden könnten. Das Dokument thematisiert auch die Themen des militärischen Aufbaus, fordert die Ausarbeitung von Eindämmungsstrategien und vorgezogener Lokalwahlen und verwies auf die Notwendigkeit der Versöhnung und Integration der serbischen Gemeinschaft im Kosovo. Abgesehen von der Förderung eines friedlichen Dialogs zwischen Serbien und dem Kosovo betonte die Resolution auch die Aufhebung von Sanktionen gegen Kosovo und skizzierte einen umfassenden Fahrplan für die Integration Kosovos in die Europäische Union. Die Resolution erhielt Unterstützung von Kosovos Ministerpräsident Kurti.

### Beteiligung des serbischen Staates
Am 1. Oktober veröffentlichte Kurti mehrere Videos auf der Social-Media-Plattform Twitter, in denen er behauptete, Beweise für das Training der serbischen Angreifer im Zusammenhang mit dem Überfall vorzulegen. Er enthüllte, dass die Gruppe vier Tage vor dem Angriff auf dem serbischen Armeestützpunkt Pasuljanske Livade trainiert hatte. Kurti und der Direktor der kosovarischen Polizei, Gazmend Hoxha, behaupteten auch, dass zusätzliche Übungen auf dem von Milan Radoičić besessenen Stützpunkt Kopaonik stattgefunden hätten und eine umfassende Unterstützung durch den serbischen Staat unter der Führung des serbischen Präsidenten Vučić impliziert sei. Kurti gab später bekannt, dass der „terroristische Angriff“ Teil eines breiteren Plans war, der darauf abzielte, „die nördlichen Gebiete des Kosovo zu annektieren“ mit der Absicht, „einen Korridor nach Serbien“ zur Versorgung mit Waffen und Truppen zu etablieren.
In einem ähnlichen Zusammenhang enthüllte Minister Sveçla, dass der Überfall strategische Ziele hatte, darunter die „Annexion des nördlichen Kosovos“. Beweise aus beschlagnahmten Drohnen-Aufnahmen bestätigten die Vorbereitung des Angriffs innerhalb Serbiens. Sveçla machte hochrangige serbische Beamte wie Vučić, Verteidigungsminister Miloš Vučević und Stabschef der serbischen Armee Milan Mojsilović für das Training der Angreifer verantwortlich. Hoxha behauptete auch, dass Serbien der Gruppe logistische Unterstützung und Infrastruktur bereitgestellt habe.

### Aufbau serbischer Militärpräsenz und Bau von Stützpunkten
Am 30. September stellte die Regierung der Vereinigten Staaten offiziell eine ungewöhnlich hohe Präsenz serbischer Militärkräfte entlang der kosovarischen Grenze fest. Als Reaktion rief John Kirby, der Nationale Sicherheitsberater für strategische Kommunikation, die serbischen Behörden auf, die Situation zu deeskalieren, und bezeichnete die Truppenverlegung als „destabilisierend“. Die kosovarische Präsidentin Osmani bekundete ein starkes Engagement für eine enge Zusammenarbeit mit den USA und anderen NATO-Verbündeten bei der Bewältigung von „Sicherheitsherausforderungen und dem Schutz hart erkämpfter Freiheiten“. Edi Rama, der Ministerpräsident Albaniens, bekräftigte die Ausrichtung Albaniens an den Appellen der USA nach einer sofortigen Deeskalation und betonte das Engagement des Landes für die Sicherheit und Stabilität des Kosovos. Das Auswärtige Amt forderte Serbien auf, seine Truppen von der Grenze zum Kosovo abzuziehen und betonte, dass „es keine weitere Eskalation zwischen Serbien und dem Kosovo geben darf“. Später an diesem Tag wurden serbische Militärkonvois dabei beobachtet, wie sie sich von der Grenze zurückzogen. Am 2. Oktober bezeichnete Präsident Vučić Berichte über einen serbischen Aufbau an der Grenze als „nicht ganz korrekt“. Er sagte, dass „die Truppenpräsenz an der Grenze von zuvor 14.800 Soldaten im vergangenen Jahr auf 8.400 Soldaten wenige Tage zuvor und schließlich auf 4.400 gesenkt“ worden sei.
Die NATO kündigte an, dass sie ihre Friedenssicherungspräsenz im Kosovo verstärken und zusätzliche Soldaten aus dem Vereinigten Königreich einsetzen werde. Die deutsche Regierung äußerte ihre Unterstützung für die Stärkung der von der NATO geführten Friedensmission KFOR und befürwortete den Einsatz zusätzlicher Soldaten. Später erklärte der deutsche Verteidigungsminister Boris Pistorius, dass er keine unmittelbaren Pläne habe, zusätzliche Truppen zu entsenden, und betonte, dass sie die Situation genau beobachten und „bei Bedarf rasch handeln“ werde. Am 4. Oktober kündigte Rumänien an, rund 100 Soldaten zur Verstärkung der KFOR-Friedensmission zu entsenden.
Am 2. Oktober bestätigte die Vorsitzende der Kommission des Kosovo-Geheimdienstes, Ganimete Musliu, in einer öffentlichen Erklärung Berichte, wonach Serbien im Bau eines Militärstützpunkts in der Nähe von Izvor nahe der kosovarischen Grenze involviert sei. Die Bestätigung basierte auf verschiedenen Beweisen, darunter direkte Beobachtungen von Militärpersonal in der Region und Drohnenaufnahmen, die eine visuelle Bestätigung des laufenden Bauprojekts lieferten.

## Reaktionen

### Kosovo
Präsident Osmani behauptete, dass der Überfall von „serbischen kriminellen Banden“ orchestriert worden sei, und bezeichnete ihn als Angriff auf die territoriale Integrität des Kosovos. Ministerpräsident Albin Kurti bezeichnete die Angreifer als „schwer bewaffnet und gut ausgerüstet, professionell ausgebildet und geplant, politisch unterstützt, finanziell ausgestattet und logistisch unterstützt durch Serbien“. Kurti schrieb außerdem den „vom serbischen Staat unterstützten Truppen“ die Verantwortung für das zu, was er als „terroristische Angriffe“ bezeichnete, und beschuldigte Serbien, eine Inszenierung ähnlich dem Bosnienkrieg in den 1990er Jahren geplant zu haben, die die Schaffung einer von Serben dominierten Entität im Land ermöglichen sollte. Kurti drängte westliche Nationen, Sanktionen gegen Serbien zu verhängen, während Osmani behauptete, dass Serbien weiterhin territoriale Ansprüche geltend macht und aktiv Spannungen schürt, ähnlich dem, was sie als ein „Krim-Modell“ beschrieb. Sowohl Kurti als auch Dan Ilazi, Leiter der Forschung am Kosovar Center for Security Studies, stellten fest, dass die Waffen und Ausrüstung, die von den Angreifern verwendet wurden, nicht auf dem freien Markt erhältlich seien und ohne Verbindungen auf höchster Ebene, möglicherweise innerhalb der serbischen Regierung, schwer zu beschaffen seien.
Der Generaldirektor der kosovarischen Polizei, Gazmend Hoxha, erklärte, dass der Überfall die größte Polizeioperation im Land seit dem Kosovokrieg im Jahr 1999 ausgelöst habe. Die Grenzübergänge von Jarinje und Brnjak zwischen dem Kosovo und Serbien wurden aufgrund des Vorfalls geschlossen. Am 29. September durchsuchte die kosovarische Polizei fünf Standorte in drei Gemeinden im Norden des Landes im Zusammenhang mit dem Überfall. Berichten zufolge wurden mehrere Fahrzeuge beschlagnahmt. Serbische Medien berichteten, dass zu den durchsuchten Orten ein Krankenhaus und ein Restaurant in Mitrovica gehörten.
Ein Cousin von Afrim Bunjaku gab eine Erklärung ab, in der sein Tod bestätigt wurde. Die Überschrift der Erklärung lautete in Großbuchstaben: „Für dein Heimatland zu sterben, ist wie wiedergeboren zu werden“. Ein anderes Familienmitglied des getöteten Polizisten forderte Kurti auf, sich den Verhandlungen mit Serbien anzuschließen und die Polizei aus dem Norden des Kosovo abzuziehen, um weitere Verluste an Menschenleben zu verhindern. Die Serbische Liste kündigte eine dreitägige Trauerzeit „zum Gedenken an den Verlust unserer Mitbürger“, d. h. der Militanten, in den serbisch geprägten Gemeinden an. Diese Aktionen stehen jedoch im Widerspruch zu den kosovarischen Gesetzen, die solche Maßnahmen dem Präsidenten und den Gemeindebehörden vorbehalten. Am 26. September versammelten sich Bewohner von Nord-Mitrovica und drei weiteren Orten und zündeten Kerzen für die verstorbenen Angreifer an. Die Eparchie von Raška und Prizren der Serbisch-Orthodoxen Kirche verurteilte den Überfall und die Gewalt im Kloster und sprach den Familien der getöteten und verletzten Polizisten ihr Beileid aus. In einem von der EU gesponserten Treffen in Brüssel zwischen Serbien und dem Kosovo im Oktober bat das Kosovo darum, Milan Radoičić für ein Gerichtsverfahren auszuliefern, das von der EU-Mission für Rechtsstaatlichkeit im Kosovo überwacht wird und ein faires Verfahren garantiert. Serbien lehnte die Idee ab.

### Serbien
Präsident Vučić verurteilte den Tod eines von ihm als „albanischer Polizeibeamter“ bezeichneten Beamten und beschuldigte Ministerpräsident Kurti als „einzigen Schuldigen“ für das Ereignis und sagte, dass „die Menschen auf die Provokationen hereingefallen sind“. Er behauptete auch, dass die Angreifer kosovarische Serben waren, die „Kurtis Terror nicht länger ertragen wollten“. und sagte, dass Kurtis Weigerung, die Bildung eines Verbandes serbischer Gemeinden zu ermöglichen, um die Autonomie der kosovarischen Serben zu garantieren, die bereits bestehenden Spannungen angeheizt habe. Verteidigungsminister Miloš Vučević erklärte gegenüber RTS, dass die Angreifer die neuesten Kämpfer in einer langen Reihe seien, die „für die Freiheit des Kosovos und die Freiheit Serbiens“ gestorben seien. In mehreren Zeitungen wurden sie als „Helden“ bezeichnet, und es hieß, das Land sei kollektiv „in Tränen“ über diejenigen, die bei dem Überfall getötet wurden.
Vučić behauptete im Fernsehen, dass der Sicherheitsnachrichtendienst Aufnahmen von kosovarischen Polizisten gemacht habe, die einem verwundeten Serben nicht geholfen hätten, sondern ihn sterben ließen. Seiner Aussage nach hätten sie gelacht, während sie ihn beobachteten, und einer der Polizisten habe gesagt, es wäre keine Schande, wenn der Serbe sterben würde. Er behauptete auch, dass private Häuser, in denen ältere Serben lebten, grundlos von der kosovarischen Polizei beschossen worden seien. Er behauptete auch, dass zwei Serben durch Scharfschützenfeuer getötet worden seien, obwohl sie weit von allen entfernt waren. Vučić drohte später damit, kosovarische Polizeibeamte zu verfolgen, die er als „kaltblütige Mörder“ beschrieb, und fügte hinzu, dass es ihm „egal sei, was irgendjemand auf der Welt darüber denkt“.
Serbien erklärte den 27. September zum nationalen Trauertag für das, was es als „tragische Ereignisse“ bezeichnete. Shqiprim Arifi, der Bürgermeister von Preševo in Südserbien, weigerte sich jedoch, in der mehrheitlich von Albanern bewohnten Stadt an einer Gedenkveranstaltung teilzunehmen.

### International
- Albanien Präsident Bajram Begaj verurteilte den Überfall nachdrücklich und bezeichnete ihn als „kriminelle und terroristische Handlung“.[99] Ministerpräsident Edi Rama verurteilte den Tod von Afrim Bunjaku und die Entscheidung Serbiens, einen Trauertag zu Ehren der Angreifer zu erklären.[100][101] Der ehemalige Ministerpräsident Sali Berisha bezeichnete den Überfall als „inszenierten bewaffneten Aufstand, initiiert von Belgrad“ und forderte internationale Maßnahmen. Er drängte auf die Auslieferung des serbischen Präsidenten Vučić nach Den Haag.[102] Nach dem Tod von Bunjaku nahmen sowohl der Außenminister Igli Hasani als auch der Innenminister Taulant Balla an den Gedenkfeiern in Kosovo teil.[103] Am 2. Oktober hielt das Parlament Albaniens eine Schweigeminute zum Gedenken an Bunjaku ab.[104][105] In Tirana versammelten sich Menschen auf dem Mutter-Teresa-Platz, um Bunjaku zu ehren, indem sie Kerzen anzündeten.[106]
- Kroatien Ministerpräsident Andrej Plenković verurteilte den Überfall nachdrücklich und kritisierte Serbiens Erklärung eines nationalen Trauertags und sagte, dass dies eine „Identifikation“ mit dem Vorfall impliziere. Weiterhin rief er westliche Nationen und die EU auf, angemessene Maßnahmen als Reaktion auf die Handlungen Serbiens zu ergreifen.[107] Präsident Zoran Milanović bezeichnete den Überfall als einen „terroristischen Akt“ und bekräftigte die volle Unterstützung für den Kosovo. Er drängte Serbien, Klarstellungen bezüglich des Angriffs bereitzustellen.[99][108]
- EU Die Europäische Union stuft den Vorfall als terroristischen Angriff ein.[20] Der Präsident des Europäischen Rates, Charles Michel, betonte, dass der Konflikt zwischen dem Kosovo und Serbien nicht nur die unmittelbar beteiligten Parteien betreffe, sondern auch Herausforderungen für die gesamte Region und Europa darstellt.[109] Der Sonderbeauftragte der EU für den Balkan, Miroslav Lajčák, und der EU-Außenbeauftragte Josep Borrell haben den Überfall verurteilt. Beide betonten, dass die Täter rechtliche Konsequenzen tragen müssten.[110]
- Deutschland Bundeskanzler Olaf Scholz verurteilte den Überfall und bezeichnete ihn als eine „inakzeptable“ Tat.[111] Außenministerin Annalena Baerbock betonte die Bedeutung der Bewältigung anhaltender Konflikte und der Stabilisierung prekärer Bedingungen in der Region.[112] Sie bezog sich speziell auf den Angriff auf die Kosovo-Polizei und die verstärkte Präsenz der serbischen Armee entlang der kosovarischen Grenze durch eine „hochgerüstete terroristische Gruppe“.[112]
- Montenegro Ministerpräsident Dritan Abazović verurteilte den Überfall nachdrücklich und betonte das Potenzial, dass die Situation in einen bedeutenderen Konflikt eskalieren könnte, was katastrophale Auswirkungen für alle beteiligten Parteien haben könnte.[113] Rifat Fejzić, der Leiter der Islamischen Gemeinschaft in Montenegro, verurteilte ebenfalls den Überfall und betonte die Bedeutung eines gemeinsamen Weges zur Integration des Balkans in die EU.[114]
- Nordmazedonien Ministerpräsident Dimitar Kovačevski verurteilte den Überfall nachdrücklich und drängte auf eine sofortige Deeskalation der Situation.[115] Außenminister Bujar Osmani verurteilte ebenfalls den Überfall und betonte die Notwendigkeit einer gründlichen Untersuchung des „Gewaltakts“.[116] Außerdem charakterisierte der Vorsitzende der größten ethnisch-albanischen Partei, der Demokratischen Union für Integration, Ali Ahmeti, den Überfall als einen Angriff auf „den Frieden, die Stabilität und die Sicherheit der gesamten Region“.[117] In Tetovo versammelten sich Menschen zu einer Gedenkfeier zu Ehren von Bunjaku.[118]
- Russland Das Außenministerium verteidigte Serbien und beschuldigte die kosovarische Regierung, den Überfall provoziert zu haben. Es wurde hinzugefügt, dass das Blutvergießen außer Kontrolle geraten könnte.[39]
- Slowenien Der ehemalige Präsident Borut Pahor äußerte seine Besorgnis darüber, dass eine mögliche offizielle serbische Beteiligung durch die laufende Untersuchung ans Licht kommen könnte. Er deutete an, dass eine solche Enthüllung darauf hindeuten könnte, dass Serbien eher seine Interessen mit Russland als mit der EU priorisiert.[119]
- Türkei Der Sprecher des Außenministeriums, Tanju Bilgiç, verurteilte den Überfall und betonte die Unterstützung der Türkei für den laufenden Dialogprozess.[120]
- Vereinigte Staaten Außenminister Antony Blinken hat den Überfall entschieden verurteilt und sowohl Kosovo als auch Serbien dazu aufgefordert, „sich jeder Handlung oder Rhetorik zu enthalten, die die Spannungen weiter anheizen könnte“. Er betonte die Notwendigkeit, die Verantwortlichen für dieses Verbrechen durch ein transparentes Ermittlungsverfahren zur Rechenschaft zu ziehen.[39][121] Botschafter in Kosovo Jeff Hovenier betonte, dass der Angriff ein hohes Maß an „Koordination und Raffinesse“ zeigte, mit Anzeichen für militärische Ausbildung unter den Rebellen und dem Vorhandensein einer beträchtlichen Menge an Waffen, was auf einen ernsthaften Willen hindeutet, die regionale Sicherheit zu stören.[122] Sprecher des Nationalen Sicherheitsrates John Kirby sagte, der Überfall sei „gut koordiniert und geplant“ gewesen und fügte hinzu, dass die Menge an Waffen, die während des Vorfalls beschlagnahmt wurde, die Sicherheit der kosovarischen Beamten und des internationalen Personals, einschließlich der NATO-Truppen, bedrohte.[77]